# Municipio de Garden (Iowa)
El municipio de Garden (en inglés: Garden Township) es un municipio ubicado en el condado de Boone en el estado estadounidense de Iowa. En el año 2010 tenía una población de 1077 habitantes y una densidad poblacional de 11,4 personas por km².

## Geografía
El municipio de Garden se encuentra ubicado en las coordenadas 41°54′16″N 93°45′21″O / 41.90444, -93.75583. Según la Oficina del Censo de los Estados Unidos, el municipio tiene una superficie total de 94.43 km², de la cual 94,4 km² corresponden a tierra firme y (0,03 %) 0,03 km² es agua.

## Demografía
Según el censo de 2010, había 1077 personas residiendo en el municipio de Garden. La densidad de población era de 11,4 hab./km². De los 1077 habitantes, el municipio de Garden estaba compuesto por el 97,4 % blancos, el 0,19 % eran amerindios, el 0,09 % eran asiáticos, el 0,09 % eran isleños del Pacífico, el 1,11 % eran de otras razas y el 1,11 % eran de una mezcla de razas. Del total de la población el 1,76 % eran hispanos o latinos de cualquier raza.